# Iglesia de Panagia Kapnikarea

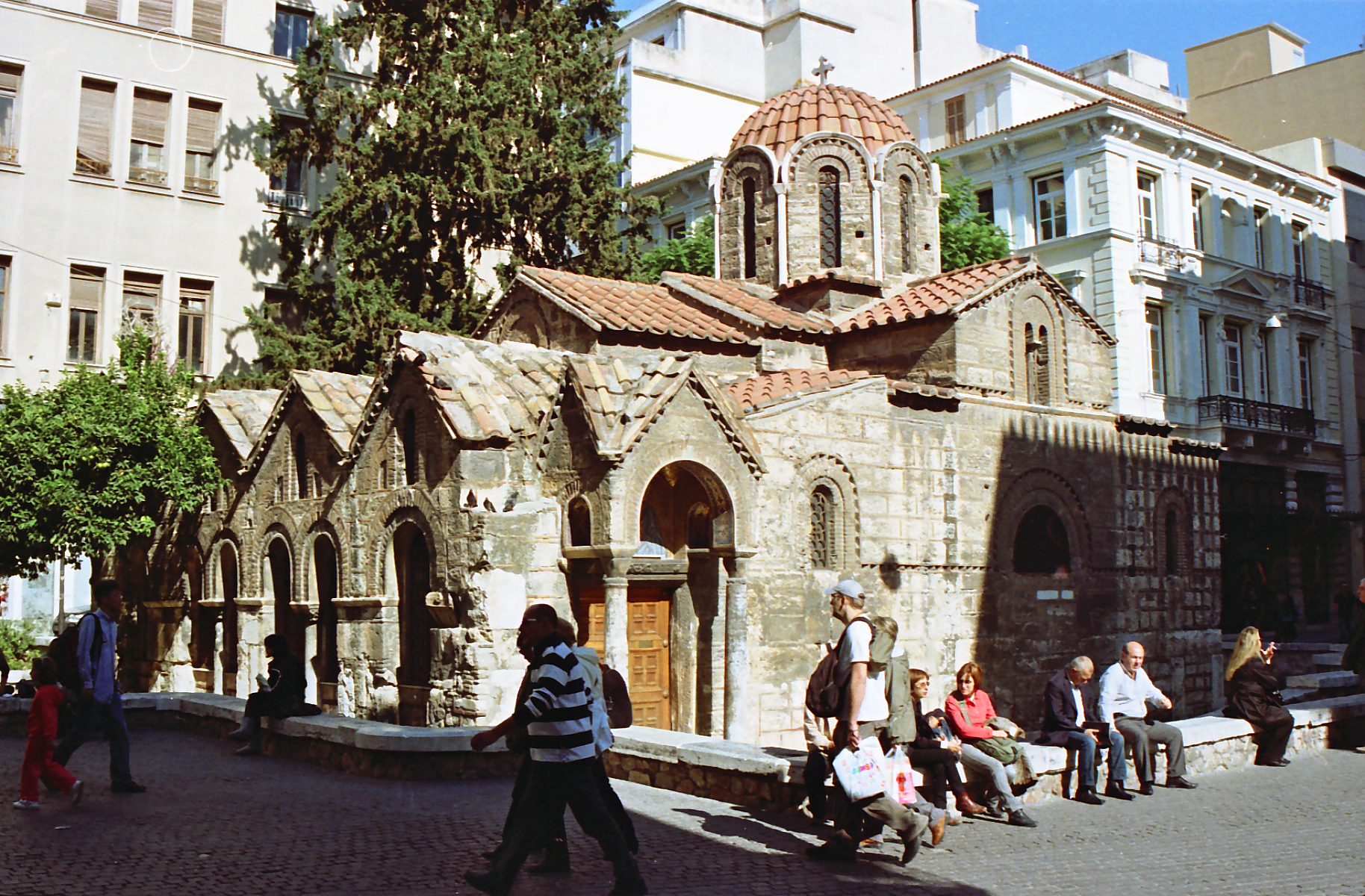
La iglesia de Panagia Kapnikarea.

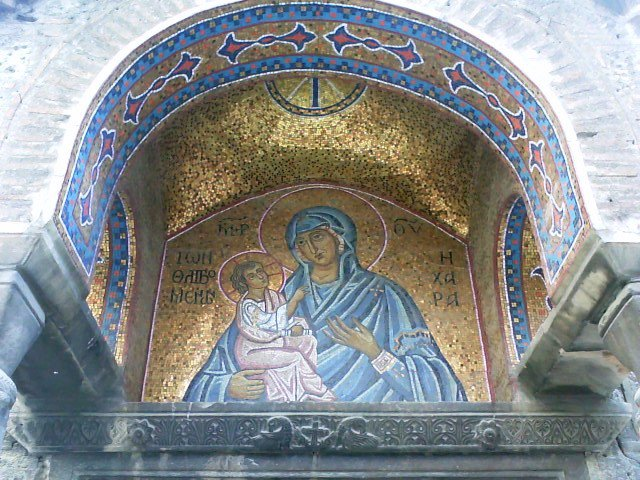
Mosaico de la Panagia y el Niño Jesús en el pórtico meridional.

La iglesia de Panagia Kapnikarea (en griego: Εκκλησία της Παναγίας Καπνικαρέας), o simplemente Kapnikarea (en griego: Καπνικαρέα), es una iglesia ortodoxa de Atenas (Grecia) y una de las iglesias más antiguas de la ciudad.

## Historia

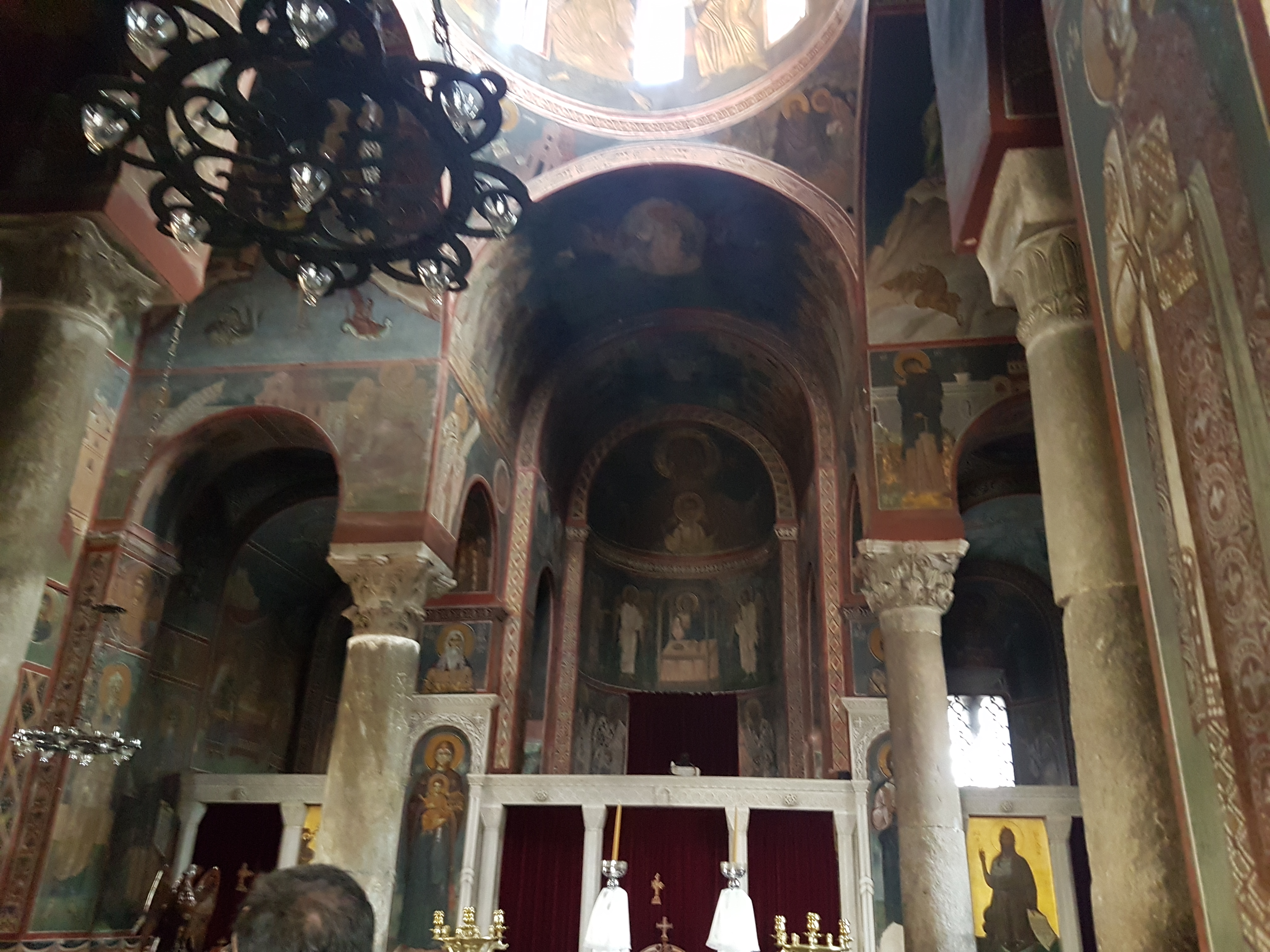
Interior.

Se cree que la iglesia fue construida en algún momento del siglo xi, quizás en torno al año 1050. Como era habitual en las primeras iglesias cristianas, fue construida sobre un antiguo templo griego dedicado al culto de una diosa, probablemente Atenea o Deméter. Cuando Otón I, rey de Grecia, encargó al arquitecto bávaro Leo von Klenze que elaborara el nuevo plano urbano de Atenas, se consideró la demolición de la iglesia y fue el rey de Baviera y padre de Otón, Luis I, quien se opuso a esta decisión y salvó el edificio.

## Arquitectura
Parece que la iglesia de Panagia Kapnikarea pudo haber sido originalmente el katholikón de un monasterio. Actualmente, el edificio está formado por tres unidades diferentes conectadas entre sí, que fueron construidas de forma sucesiva: la iglesia meridional, la más grande, dedicada a la Presentación de María en el Templo; la capilla de Santa Bárbara, en el lado norte; y el exonártex con los propileos al oeste.
La mayor de las dos iglesias, la meridional, tiene una planta en cruz inscrita con cúpula, y ha sido datada (basándose en criterios morfológicos) a justo después de mediados del siglo xi.

## Localización
La iglesia está situada en el centro de la moderna ciudad de Atenas, justo en mitad de la concurrida zona de compras de la calle Ermou, en el límite del barrio de Plaka.